# 奥林匹亚科斯足球俱乐部
奧林匹亞科斯足球俱樂部是一家位于希腊首都雅典附近的海港比雷埃夫斯的多项目体育俱乐部，包括足球、篮球、排球、水球及田径，各项目的注册运动员共有 3,800 多人。俱乐部的足球队是希腊传统劲旅，也是迄今国内比赛成绩最好的球队。
1925年，比雷埃夫斯足球俱乐部和比雷埃夫斯支持者俱乐部决定合并，新成立的俱乐部以“奥林匹亚科斯”为名。
奧林比亞高斯至2022年为止一共夺得了 47 个联赛冠军和 28 个盃赛冠军，从数量上压倒希腊另一支豪门球队帕纳辛奈科斯。
球队曾在2024年奪得欧足联欧洲协会联赛冠軍，此外還打入欧洲冠军杯八强和一次欧洲优胜者杯八强还有一次欧洲联盟杯十六强。截至2006年的 31 场比赛中，7 平 24 负而无一胜绩，但是2007–08欧冠，奥林匹亚科斯以 3–1 和 2–1 客胜云达不来梅和拉齐奥两大劲旅，最后小组赛仅在客场 2–4 负皇马，进入十六強后，于十六強第二场比赛客场 0–3 负切赫为首的切尔西止步16强，这次比赛的两场胜利，终结了自己欧战客场不胜的记录。

## 榮譽

### 本土賽事
- 希臘足球超級聯賽
  - 冠軍 (48) (紀錄): 1930–31, 1932–33, 1933–34, 1935–36, 1936–37, 1937–38, 1946–47, 1947–48, 1950–51, 1953–54, 1954–55, 1955–56, 1956–57, 1957–58, 1958–59, 1965–66, 1966–67, 1972–73, 1973–74, 1974–75, 1979–80, 1980–81, 1981–82, 1982–83, 1986–87, 1996–97, 1997–98, 1998–99, 1999–2000, 2000–01, 2001–02, 2002–03, 2004–05, 2005–06, 2006–07, 2007–08, 2008–09, 2010–11, 2011–12, 2012–13, 2013–14, 2014–15, 2015–16, 2016–17, 2019–20, 2020–21, 2021–22, 2024–25
- 希臘盃
  - 冠軍 (29) (紀錄): 1946–47, 1950–51, 1951–52, 1952–53, 1953–54, 1956–57, 1957–58, 1958–59, 1959–60, 1960–61, 1962–63, 1964–65, 1967–68, 1970–71, 1972–73, 1974–75, 1980–81, 1989–90, 1991–92, 1998–99, 2004–05, 2005–06, 2007–08, 2008–09, 2011–12, 2012–13, 2014–15, 2019–20, 2024–25
- 希臘超級盃
  - 冠軍 (4) (紀錄): 1980, 1987, 1992, 2007
- 大希臘盃（英语：Football Cup of Greater Greece）
  - 冠軍 (3) (紀錄):1969, 1972, 1976

### 歐洲賽事
- 歐洲協會聯賽
  - 冠軍 (1): 2023–24
- 歐洲冠軍聯賽:
  - 半準決賽：1998–99
- 歐洲盃賽冠軍盃:
  - 半準決賽：1992–93
- 巴爾幹盃
  - 冠軍 (1): 1963

### 地區
- Piraeus FCA Championship
  - 冠軍 (25) (紀錄): 1925, 1926, 1927, 1929, 1930, 1931, 1934, 1935, 1937, 1938, 1940, 1946, 1947, 1948, 1949, 1950, 1951, 1952, 1953, 1954, 1955, 1956, 1957, 1958, 1959

## 外部連結
- 官方网站（英语/希腊语）
- Karaiskakis Stadium (卡雷斯卡基斯體育場) （页面存档备份，存于） stadiumguide.com